# LAMTOR4
LAMTOR4‏ (Late endosomal/lysosomal adaptor, MAPK and MTOR activator 4) هوَ بروتين يُشَفر بواسطة جين LAMTOR4 في الإنسان.